# Trélon
Trélon är en kommun i departementet Nord i regionen Hauts-de-France i norra Frankrike. Kommunen ligger i kantonen Trélon som tillhör arrondissementet Avesnes-sur-Helpe. År 2022 hade Trélon 2 642 invånare.

## Befolkningsutveckling
Antalet invånare i kommunen Trélon
| Referens: INSEE |